# Fred Fiedler
Pour les articles homonymes, voir Fiedler.
Fred Fiedler, né le 13 juillet 1922 à Vienne en Autriche, et mort le 8 juin 2017 dans l'État de Washington, est un psychologue et universitaire américain spécialisé en leadership.

## Biographie
Fred Fiedler naît en Autriche. Il émigre aux États-Unis en 1938, après l'Anschluss, et devient citoyen américain en 1943. Il sert durant la guerre dans l'armée américaine. Il fait ensuite ses études à l'université de Chicago, où il obtient son diplôme de psychologie, puis son doctorat en psychologie clinique en 1949. Il enseigne à l'université de l'Illinois à partir de 1951, puis à l'université de Washington à partir de 1969, jusqu'à sa retraite académique qu'il prend en 1992.

### Activités de recherche
Il est le créateur en 1964 du modèle de la contingence de Fiedler ,. expliquant dans quelle mesure l'efficacité du leadership dépend de l"adaptation du leader au contexte et aux circonstances.

## Publications
- Theory of Leadership Effectiveness (1967)